# Harald von der Ems

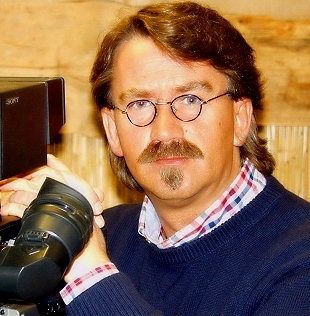
Harald von der Ems

Harald von der Ems (* 9. Mai 1960 in Unna) ist deutscher Fernsehreisejournalist und Fernsehmoderator.

## Leben
Harald von der Ems begann seine journalistische Laufbahn mit Volontariat Anfang der 80er Jahre zunächst im Printbereich als Fotoredakteur, bevor er Ende der 80er Jahre zum Rundfunk wechselte. Hier moderierte er diverse Morgen- und Mittagsmagazine sowie weitere Hörfunksendungen, bevor er Studioleiter und Geschäftsführer wurde. Daneben blieb er dem Druckerzeugnis als freier Journalist und Redaktionsleiter noch einige Jahre treu. Dann stieg er Anfang der 1990er Jahre beim Fernsehen ein, wo er im Nachrichtenbereich als Redakteur und Reporter begann und anschließend in den Reise-Bereich wechselte.
Seitdem war Harald von der Ems ausschließlich in Sachen Reise, Wellness und Gesundheit für das Fernsehen unterwegs gewesen. Seine Nachrichten- und Reisebilder, Fernsehbeiträge sowie seine Fernsehreisemagazine waren u. a. bei RTL, ORF, MDR, ProSieben, Das Erste, TW1, NDR, n-tv und bei weiteren europäischen Fernsehstationen zu sehen. Seit Mitte der 90er Jahre besuchte Harald von der Ems mit dem Reisemagazin tourTV monatlich neue Urlaubsregionen in Europa, das Kernzielgebiet lag dabei zwischen den Alpen und der Adria.
Seine Produktionsfirma tourTV die seit Gründung 1984 inzwischen weit über 11.000 Beiträge für TV, Film, Funk und Internet herstellte, produzierte periodisch und größtenteils monothematische TV-Reisemagazine und TV-Reisereportagen, sowohl für private als auch öffentlich rechtliche Sendeanstalten und arbeitet als Media-Partner für die Touristik. Harald von der Ems projektierte auch eine Serie von 30-minütigen Dokumentarfilmen über den Kulturraum der Alpen.
Im Jahre 2010 gründete Harald von der Ems RatgeberTV zur Zweitverwertung seines Fernsehmaterials. Hierfür wurden aus dem Archiv die Bereiche Reisen, Wellness und Gesundheit für die Neuen Medien freigegeben. Die schnell gestiegene Marktanforderung an Bewegtbild machten aus der Zweitverwertung inzwischen eine eigenständige Produktion. So produzierte und publizierte RatgeberTV (2015) bis zu 1000 Newsbeiträge im Jahr aus den Bereichen Lifestyle, Reisen, Wellness & Gesundheit, Buntes, Motor oder Sport. 
In den neuen Medien nutzten inzwischen viele Entertainment- und User-Portale wie Strato, ARCOR, Freenet, FOCUS, itinTV, Travador, BRAVO, Vodafone, its4families, Web.de, News.de, Dine & Fine, Channel 21, WomenWeb, Travel24 und viele andere Publisher den hierfür eigens produzierten Short-Form-Content im Web als Bewegtbild. Es wurden aber auch Exklusivpartner aus dem TV-Bereich mit White-Label-Beiträgen beliefert.
Harald von der Ems ist 2016 aus dem operativen Geschäft bei tourTV und RatgeberTV ausgetreten und seitdem nur noch als Tourismus- und Medienberater tätig.